# استیفان مولوی
استیفان مولوی (دانمارکی: Stephan Mølvig؛ زادهٔ ۱۳ فوریهٔ ۱۹۷۹) قایقران روئینگ اهل دانمارک بود.